# District de Jiangbei (Chongqing)
Pour les articles homonymes, voir Jiangbei.
Le district de Jiangbei (江北区 ; pinyin : Jiāngběi Qū) est une subdivision de la municipalité de Chongqing en Chine.

## Géographie
Sa superficie est de 221,28 km2, et son altitude est comprise entre 160 et 586 m.

## Démographie
La population du district était de 635 100 habitants en 2004.

## Transports
Le district comprend la Gare de Chongqing-Nord (重庆火车北站, chóngqìng huǒchē běizhàn).

### Sources
- Géographie : (zh) Page descriptive (Phoer.net)